# Hachee

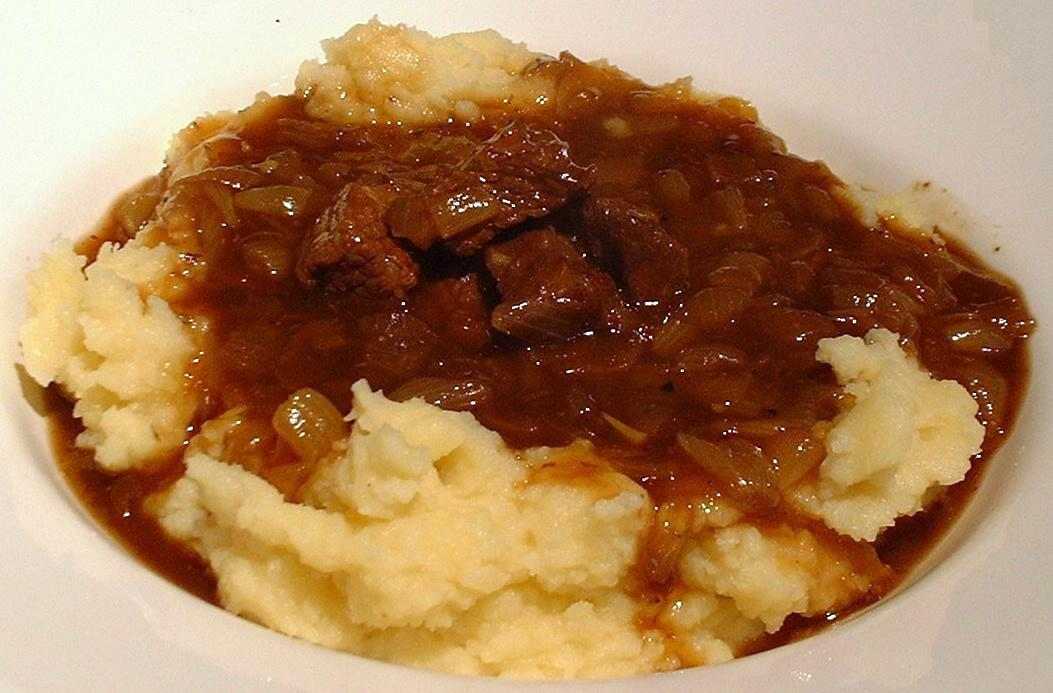
Hachee holandés con ternera y cebolla.

El hachee es un estofado tradicional holandés hecho con carne, pescado o ave en dados y verdura. El hachee hecho con ternera, cebolla y ácido (normalmente vinagre o vino) es un ejemplo típico de cocina holandesa tradicional. Se añade clavo y hoja de laurel al gravy espeso. Suele servirse con col lombarda, manzana, compota de manzana, patata, hutspot o arroz.

## Origen
La palabra hachee tiene su origen hacher, término francés para ‘picar’. Los hachees se han descrito en banquetes medievales, si bien la receta exacta no suele detallarse. El estofado tiene probablemente su origen en la reutilización de carne cocinada en una olla holandesa junto a las verduras que hubiera disponibles. Se añadían líquidos ácidos como vino o vinagre para obtener una carne más blanda.